# لويس روبرتس (سياسي)
لويس روبرتس هو سياسي كندي، ولد في 15 ديسمبر 1879. انتخب عضو الجمعية التشريعية ألبرتا.